# 呉妹村
呉妹村（くれせむら）は、岡山県吉備郡にあった村。現在の倉敷市の一部にあたる。

## 地理
小田川中流域と、支流・大武谷川、背谷川の流域に位置していた。

## 歴史
- 1889年（明治22年）6月1日、町村制の施行により、下道郡尾崎村、妹村が合併して村制施行し、呉妹村が発足[1][2]。旧村名を継承した尾崎、妹の2大字を編成[2]。
- 1895年（明治28年）下道銀行が設立され、1923年（大正12年）第一合同銀行（現中国銀行）と合併し同行下道支店となる[2]。
- 1900年（明治33年）4月1日、郡の統合により吉備郡に所属[1][2]。
- 1952年（昭和27年）4月1日、吉備郡箭田町、二万村、大備村、薗村と合併し、真備町を新設して廃止された[1][2]。合併後、真備町大字尾崎・妹となる[2]。

### 地名の由来
『和名抄』に記載の下道郡呉妹郷の故地であることから。

## 産業
- 農業